# Live (album de Trust)
Pour les articles homonymes, voir Liste des albums intitulés Live et Live.
Albums de Trust
En attendant
(1988) Prends pas ton flingue
(1992)
Live est un album live du groupe de hard rock français Trust sorti en 1992, enregistré en 1980 pendant leur tournée Répression dans l'Hexagone. Les chansons de l'album sont issues de quatre concerts donnés les 23 et 24 octobre à Nice, le 29 novembre à Nantes et le 6 décembre 1980 à Lyon.

## Liste des morceaux
| No  | Titre                                   | Auteur                | Durée |
| --- | --------------------------------------- | --------------------- | ----- |
| 1.  | Intro                                   |                       | 1:17  |
| 2.  | Darquier                                | Bonvoisin / Krief     | 3:54  |
| 3.  | Police Milice                           | Bonvoisin / Krief     | 2:24  |
| 4.  | Monsieur Comédie                        | Bonvoisin / Krief     | 4:02  |
| 5.  | Fatalité                                | Bonvoisin / Krief     | 5:34  |
| 6.  | Préfabriqués                            | Bonvoisin / Krief     | 3:32  |
| 7.  | Le Palace                               | Bonvoisin / Krief     | 6:48  |
| 8.  | Le Matteur                              | Bonvoisin / Krief     | 4:11  |
| 9.  | Les Brutes                              | Bonvoisin / Krief     | 5:16  |
| 10. | H & D                                   | Bonvoisin / Krief     | 4:23  |
| 11. | Toujours pas une tune                   | Bonvoisin / Krief     | 3:12  |
| 12. | Problem Child (1:18) / Live Wire (6:16) | Scott / Young / Young | 7:34  |
| 13. | Bosser 8 heures                         | Bonvoisin / Krief     | 5:16  |
| 14. | Antisocial                              | Bonvoisin / Krief     | 4:33  |

## Formation
- Bernie Bonvoisin : chant
- Norbert Krief : guitare
- Moho Shemlek : guitare
- Yves Brusco : basse
- Kevin Morris : batterie

## À propos des titres
- "Darquier" est une chanson dénonçant les collaborateurs comme Louis Darquier de Pellepoix[1].
- "Problem Child" et "Live Wire" sont des reprises d'AC/DC chantées en hommage à Bon Scott décédé le 19 février 1980.
- La pochette arrière indique 15 titres, en fait les titres 12 ("Problem Child") et 13 ("Live Wire") constituent une seule piste.